# 주 (영화)
주(咒)(咒, INCANTATION)는 대만에서 제작된 케빈 코 감독의 2022년 공포 영화이다. 고영헌 등이 주연으로 출연하였다.
2019년 부천국제판타스틱영화제 기간 중 NAFF 프로젝트에서 시연되었다. 2022년 7월 8일 넷플릭스를 통해 국제적으로 배급되었다.

## 출연

### 주연
- 고영헌